# Érase un caos
Érase un caos es el episodio número 31 de la serie televisiva Aquí no hay quien viva, y pertenece a la tercera temporada de la misma. En su estreno obtuvo 7.505.000 espectadores y un 41,2% de cuota. Es el primer capítulo de una temporada más visto.

## Trama
Emilio formaliza su relación con Belén yéndose a vivir al 3ºB con ella, cosa que a Alicia no le hace mucha gracia. Andrés se refugia en el ático por un problema con la ley, momento que Isabel aprovecha para hacer en su casa una academia de yoga. La familia Cuesta se desmorona, y en un momento crítico aterriza en la casa Nieves, la hermana de Juan, que ayudará a su hermano durante la ausencia de Paloma. Roberto y Lucía se adentran en una crisis amorosa que acaba rompiendo su relación. Por otra parte Mauri, camino de la paternidad, tiene un flechazo con el técnico que acude a su casa a arreglarle el portátil.
Puesto que Isabel se niega a quitar su academia de yoga, los demás vecinos montan también negocios: Marisa, Concha y Vicenta montan un bingo, quitándole clientes a Isabel, lo que origina un conflicto entre ellas; y Mariano monta un chiringuito. Mauri termina diciendo al técnico que le gustaría tener una cena romántica, pero hay un malentendido y cree que iba tener la cena con Bea en lugar de con Mauri. Nieves, ante la impotencia de su hermano delante de la situación caótica de los negocios clandestinos de los vecinos, llama a la Policía para que los cierren. Desgraciadamante, uno de los clientes del bingo del 1ºA sufre un ataque cardíaco al ganar un bingo, y cuando aparece la Policía esconden al supuesto muerto en casa de Belén, que grita cuando ve al infartado y los policías van a investigar qué ha sido el chillido, así que esconden al hombre en el ático para que no lo encuentren. Al final el hombre despierta, pero los policías encuentran a Andrés Guerra y se lo llevan detenido.